# Neuentempel
Neuentempel ist ein Ort im Landkreis Märkisch-Oderland in Brandenburg und gehört seit dem 26. Oktober 2003
zur Gemeinde Vierlinden. Die Amtsgeschäfte werden durch das Amt Seelow-Land getätigt.

## Geschichte

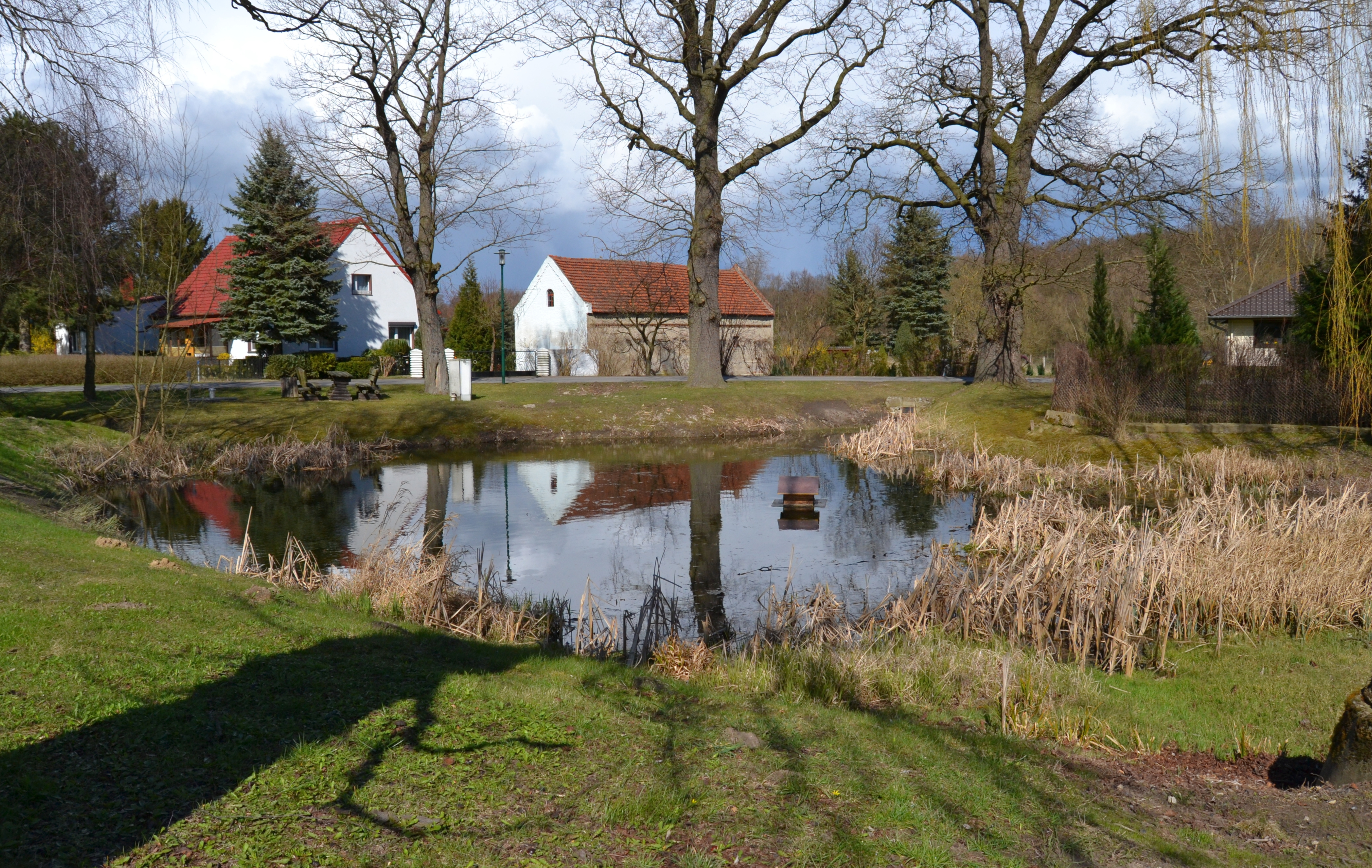
Dorfteich

Der Ort Neuentempel wurde erstmals am 18. Januar 1247 in einer Urkunde des Papstes Innozenz IV. genannt. Neuentempel war mit 30 Hufen bei seiner Gründung ausgestattet.
Neuentempel wurde am 1. Juli 1964 nach Diedersdorf eingemeindet. Die Gemeinde Vierlinden entstand am 26. Oktober 2003 aus dem freiwilligen Zusammenschluss der bis dahin selbständigen Gemeinden Diedersdorf, Friedersdorf, Marxdorf und Worin.

### Einwohnerentwicklung
| Jahr          | 1875 | 1890 | 1910 | 1925 | 1933 | 1946 | 2006 |  |
| Einwohnerzahl | 340  | 302  | 253  | 247  | 219  | 337  | 119  |  |

## Kultur und Sehenswürdigkeiten

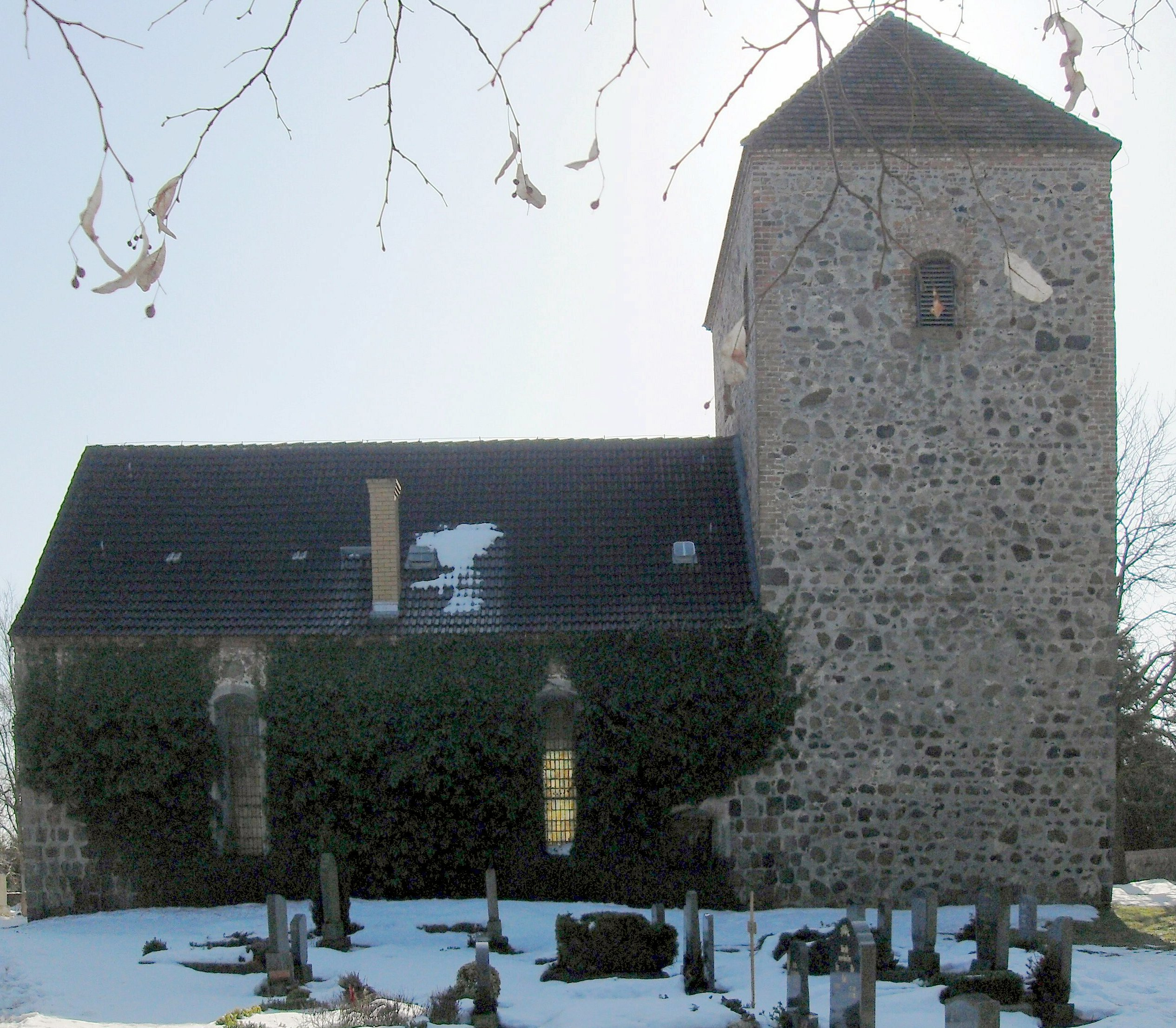
Dorfkirche Neuentempel

In der Liste der Baudenkmale in Vierlinden stehen die in der Denkmalliste des Landes Brandenburg eingetragenen Baudenkmale des Ortes Neuentempel. Dazu gehören:
- die Dorfkirche
- die Schmiede Neuentempel
- die Schwarze Küche mit Mantelschornstein und Leuchtkaminen